# Почётный гражданин Донецкой области
Почётный гражданин Донецкой области — звание присваиваемое решением Донецкого областного совета, которое свидетельствует о заслугах человека перед территориальными громадами Донецкой области.
Звание учреждено 4 июля 2002 года распоряжением председателя Донецкого облсовета 4/3-089 от 2002-09-03. Первым награждённым этим званием был Леонид Кучма.
В 2006 году распоряжением 5/6-112 от 2006-11-23 были учреждены знаки отличия Донецкого областного совета, среди которых был описано звание и свидетельство к нему. В 2008 они были откорректированы решением Донецкого областного совета № 5/19-589 от 2008-12-18 «О внесении изменений в решение областного совета от 23.11.2006 № 5/6-112 „О знаках отличия Донецкого областного совета“».

## Описание
Звание «Почётный гражданин Донецкой области» присваивается гражданам Украины, иностранным гражданам и лицам без гражданства за выдающийся вклад в социально-экономическое развитие Донецкой области, повышение её роли и авторитета на Украине и за рубежом, укрепление демократии и защиты прав человека, обогащение культурного и духовного наследия Донецкого края, личное мужество и героизм, проявленные при исполнении служебного и гражданского долга на благо Донетчины.
Гражданам, которым присвоено звание «Почётный гражданин Донецкой области», вручается удостоверение «Почетного гражданина Донецкой области».

## Свидетельство к званию «Почётный гражданин Донецкой области»
Основой свидетельства «Почётный гражданин Донецкой области» является деревянная декоративная подложка размерами 220x300х15 мм, на которую крепится анодированная «под золото» металлическая пластина 198×275 мм, толщиной 0,5 мм. На пластину методом шелкотрафаретной печати наносится рамка с ажурными угловыми элементами синей краской.
Слова «Свидетельство» и «Почётный гражданин Донецкой области» — красной краской. Текст награждения, должность лица, которому присваивается звание «Почётный гражданин Донецкой области», слова «Председатель Донецкого областного совета», его фамилия, имя, отчество и факсимиле, номер и дата распоряжения — чёрной краской. Фамилия, имя, отчество лица, которому присваивается звание «Почётный гражданин Донецкой области», изображение печати Донецкого областного совета, — синей краской.
В промежутке между верхней кромкой рамки и словом «Свидетельство» крепится Почётный знак Донецкого областного совета(вариант для юридических лиц). Для крепления к стене на обратной стороне деревянной подложки имеется соответствующий паз. Настенный вариант свидетельства в собранном виде упаковывается в коробку из картона, оклеенную бумвинилом.

## Удостоверение к званию «Почётный гражданин Донецкой области»
Удостоверение к званию «Почётный гражданин Донецкой области» изготавливается в виде удостоверения стандартной формы размерами 19,0 х 6,5 см (в развёрнутом виде) из натуральной кожи синего цвета. На лицевой стороне обложки выполняется тиснение юбилейной «золотой» фольгой по центру вверху герба Украины и под ним слова заглавными буквами «УДОСТОВЕРЕНИЕ».
На левой стороне удостоверения в развёрнутом виде с левой стороны дано цветное изображение герба Украины на фоне развевающегося флага Украины и под ним текст в три строки «Донецкий областной совет». На правой стороне страницы размещается цветная портретная фотография награждённого званием «Почётный гражданин Донецкой области», которая заверяется круглой печатью Донецкого областного совета уменьшенного формата. На правой стороне удостоверения приводится текст (построчно, сверху вниз). Текст удостоверения подписывается председателем областного совета или лицом, исполняющим его обязанности.

## Список почётных граждан Донецкой области
| Фото | Имя                               | Дата присвоения звания | Род деятельности |
| ---- | --------------------------------- | ---------------------- | --- |
|      | Кучма, Леонид Данилович           | 2002                   | Президент Украины в 1994—2005. |
|      | Янукович, Виктор Фёдорович        | 2002                   | 3-й Председатель Донецкой областной государственной администрации в 1997—2002 годах, премьер-министр Украины в 2002—2005. В дальнейшем — президент Украины.                                                                                          |
|      | Бубка, Сергей Назарович           | 2003                   | Президент и основатель «Клуба Сергея Бубки» в Донецке (1990), который проводит традиционные международные соревнования «Zepter — Звезды шеста». Олимпийский чемпион по прыжкам с шестом.                                                             |
|      | Лунёв, Николай Стефанович         | 2007                   | Президент «Землячества Донбассовцев Москвы» |
|      | Безлепкина, Людмила Фёдоровна     | 2007                   | Член «Землячества Донбассовцев Москвы» |
|      | Казанец, Иван Павлович            | 2007                   | 1-й секретарь Донецкого обкома КПУ в 1953—1960 годах. Член «Землячества Донбассовцев Москвы». |
|      | Богатырёва, Раиса Васильевна      | 2007                   | Политический и государственный деятель. Награждена за весомый вклад в развитие промышленного потенциала области, обеспечение высокой конкурентоспособности отечественной продукции, а также в связи с 75-летием со дня образования Донецкой области. |
|      | Лукьянченко, Александр Алексеевич | 14 сентября 2007 года. | Председатель городского совета, исполкома, городской голова с 2002 года. |
|      | Азаров, Николай Янович            | 17 декабря 2007 года.  | Первый вице-премьер-министр, министру финансов Украины. Звание присвоено в честь шестидесятилетнего юбилея Азарова. |
|      | Кобзон, Иосиф Давыдович           | 2012                   | Народный артист СССР, народный артист Украины, член правления общественной организации «Землячество Донбассовцев Москвы». Награждён в связи с 80-летием со дня образования Донецкой области.                                                         |
|      | Бойко, Владимир Семёнович         | 2012                   | Генеральный директор Мариупольского металлургического комбината имени Ильича, депутат Донецкого областного совета. Награждён в связи с 80-летием со дня образования Донецкой области.                                                                |
|      | Звягильский, Ефим Леонидович      | 2012                   | Директор шахты имени Засядько, Герой Украины, народный депутат Украины. Награждён в связи с 80-летием со дня образования Донецкой области. |
|      | Минаев, Александр Анатольевич     | 2012                   | Ректор Донецкого национального технического университета, доктор технических наук, член-корреспондент Национальной академии наук Украины. Награждён в связи с 80-летием со дня образования Донецкой области и 70-летием Минаева.                     |